# Alberto Moreno
Pour les articles homonymes, voir Alberto Pérez, Moreno et Pérez.
Alberto Moreno Pérez, né le 5 juillet 1992 à Séville en Espagne, est un footballeur international espagnol. Il évolue au poste de défenseur latéral gauche dans le club de Côme 1907.

## Biographie

### Séville (2011-2014)
Né à Séville, Alberto Moreno commence le football au Séville FC et évolue dans la plupart des catégories jeunes de l'équipe d'Espagne. Le 8 avril 2012, il remplace Manu à la 78e minute de jeu et dispute ainsi ses premières minutes en Liga.  Titulaire indiscutable au sein de la défense de la réserve sévillane et auteur d'un bon début de saison en Segunda-B, Moreno rejoint définitivement l'équipe première du FC Séville  en mars 2013. Il réalise ensuite une très bonne fin de saison au poste d'arrière gauche ce qui lui vaut d'être appelé par Julen Lopetegui pour l'Euro espoirs disputé en Israël. Alberto Moreno dispute, comme titulaire, quatre des cinq rencontres des Espagnols qui remportent la compétition. Toujours titulaire dans son club formateur, il connaît en 2013 sa première sélection en équipe d'Espagne. Il remporte la Ligue Europa 2013-2014 avant de quitter Séville pour rejoindre Liverpool début août 2014, ce qui l'empêchera de jouer la Supercoupe de l'UEFA contre le Real Madrid.

### Liverpool (2014-2019)
Le 16 août 2014, Alberto Moreno quitte le Séville FC et rejoint l'Angleterre pour s'engager en faveur du Liverpool FC. 
Il marque son premier but avec Liverpool lors de son match contre Tottenham lors de la 3e journée pour conclure par une victoire 0-3 à White Hart Lane. Le 1er juin 2019, il remporte la Ligue des Champions face à Tottenham. 
Villarreal CF (depuis 2019-)
Le 9 juillet 2019, Alberto Moreno fait son retour en Espagne en signant un contrat de cinq ans avec le Villarreal CF. Il joue son premier match sous ses nouvelles couleurs le 23 août 2019 contre le Levante UD. Il est titulaire et son équipe s'incline (2-1).
En septembre 2020, Moreno se blesse gravement, victime d'une rupture du ligament croisé du genou, il est absent pour au moins six mois. Il fait son retour à la compétition le 3 avril 2021, en entrant en jeu lors d'une victoire de Villarreal en championnat face au Grenade CF (0-3 score final).
Le 20 octobre 2021, Moreno se fait remarquer en marquant un but en Ligue des champions face au Young Boys de Berne. Son équipe s'impose par quatre buts à un ce jour-là. En juin 2021, il remporte la Ligue Europa face à Manchester United. Il se blesse encore gravement en mars 2022, une nouvelle fois touché au ligament du genou, ce qui lui vaut plusieurs mois d'absence.
En juillet 2022, Moreno fait son retour à l'entraînement plus tôt que prévu, quatre mois après sa blessure.

## Palmarès

### En club
Séville FC
- Vainqueur de la Ligue Europa en 2014.

 Liverpool FC
- Vainqueur de la Ligue des champions en 2019
- Finaliste de la Ligue des Champions en 2018.
- Finaliste de la Coupe de la Ligue en 2016.
- Finaliste de la Ligue Europa en 2016.

 Villarreal CF
- Vainqueur de la Ligue Europa en 2021.
- Finaliste de la Supercoupe de l'UEFA en 2021.

 Espagne
- Champion d'Europe espoirs en 2013.

## Statistiques
| Saison                | Club                  | Championnat           | Championnat | Championnat | Coupe nationale | Coupe nationale | Coupe de la Ligue | Coupe de la Ligue | Compétition(s) continentale(s) | Compétition(s) continentale(s) | Compétition(s) continentale(s) | Supercoupe UEFA | Supercoupe UEFA | Total | Total |
| Saison                | Club                  | Division              | M.          | B.          | M.              | B.              | M.                | B.                | Comp.                          | M.                             | B.                             | M.              | B.              | M.    | B.    |
| 2011-2012             | Séville FC            | Liga                  | 1           | 0           | -               | -               | -                 | -                 | C3                             | -                              | -                              | -               | -               | 1     | 0     |
| 2012-2013             | Séville FC            | Liga                  | 15          | 0           | 2               | 0               | -                 | -                 | -                              | -                              | -                              | -               | -               | 17    | 0     |
| 2013-2014             | Séville FC            | Liga                  | 29          | 3           | 1               | 0               | -                 | -                 | C3                             | 14                             | 0                              | -               | -               | 44    | 3     |
| Sous-total            | Sous-total            | Sous-total            | 45          | 3           | 3               | 0               | -                 | -                 | -                              | 14                             | 0                              | -               | -               | 62    | 3     |
| 2014-2015             | Liverpool FC          | Premier League        | 28          | 2           | 4               | 0               | 2                 | 0                 | C1+C3                          | 5+2                            | 0                              | -               | -               | 41    | 2     |
| 2015-2016             | Liverpool FC          | Premier League        | 32          | 1           | -               | -               | 5                 | 0                 | C3                             | 13                             | 0                              | -               | -               | 50    | 1     |
| 2016-2017             | Liverpool FC          | Premier League        | 12          | 0           | 3               | 0               | 3                 | 0                 | -                              | -                              | -                              | -               | -               | 18    | 0     |
| 2017-2018             | Liverpool FC          | Premier League        | 16          | 0           | 1               | 0               | -                 | -                 | C1                             | 10                             | 0                              | -               | -               | 27    | 0     |
| 2018-2019             | Liverpool FC          | Premier League        | 2           | 0           | 1               | 0               | 1                 | 0                 | C1                             | 1                              | 0                              | -               | -               | 5     | 0     |
| Sous-total            | Sous-total            | Sous-total            | 90          | 3           | 9               | 0               | 11                | 0                 | -                              | 31                             | 0                              | -               | -               | 141   | 3     |
| 2019-2020             | Villarreal CF         | Liga                  | 18          | 0           | 1               | 0               | -                 | -                 | -                              | -                              | -                              | -               | -               | 19    | 0     |
| 2020-2021             | Villarreal CF         | Liga                  | 5           | 0           | -               | -               | -                 | -                 | C3                             | 4                              | -                              | -               | -               | 9     | 0     |
| 2021-2022             | Villarreal CF         | Liga                  | 24          | 3           | 3               | 2               | -                 | -                 | C1                             | 7                              | 1                              | 1               | 0               | 35    | 6     |
| 2022-2023             | Villarreal CF         | Liga                  | 24          | 0           | 1               | 0               | -                 | -                 | C4                             | 3                              | 0                              | -               | -               | 28    | 0     |
| 2023-2024             | Villarreal CF         | Liga                  | 25          | 0           | 2               | 0               | -                 | -                 | C3                             | 4                              | 0                              | -               | -               | 31    | 0     |
| Sous-total            | Sous-total            | Sous-total            | 97          | 3           | 7               | 2               | -                 | -                 | -                              | 18                             | 1                              | 1               | 0               | 123   | 6     |
| 2024-2025             | Côme                  | Serie A               | 7           | 0           | 1               | 0               | -                 | -                 | -                              | -                              | -                              | -               | -               | 8     | 0     |
| Sous-total            | Sous-total            | Sous-total            | 7           | 0           | 1               | 0               | -                 | -                 | -                              | 0                              | 0                              | 0               | 0               | 8     | 0     |
| Total sur la carrière | Total sur la carrière | Total sur la carrière | 239         | 9           | 20              | 2               | 11                | 0                 | -                              | 63                             | 1                              | 1               | 0               | 334   | 12    |